# Nour Odeh
Nour Odeh (Damasco, 1978) es una analista política, activista, investigadora, consultora de diplomacia pública, periodista y autora palestina. Fue la primera mujer en convertirse en portavoz del gobierno de la Autoridad Nacional Palestina.

## Trayectoria
Se graduó en 1999 en la Universidad Golden Gate de San Francisco. Durante más de 20 años, Odeh fue periodista freelance y consultora de medios independientes. Entre 2006 y 2011, trabajó como corresponsal principal de la cadena Al Jazeera English para Cisjordania y Gaza.
Además, ha ejercido como consultora senior de comunicaciones y asesora de relaciones públicas para el gobierno palestino. En 2012, fue nombrada portavoz de la Autoridad Palestina y, convirtiéndose en la primera mujer palestina en ocupar ese cargo. 
Es miembro del comité y fundadora de la Asamblea Nacional Democrática de Palestina. Fue candidata del Consejo Legislativo Palestino para las elecciones locales palestinas de 2012-2013. También ha aparecido como invitada habitual en varios medios de comunicación internacionales como Al Jazeera.

## Reconocimientos
En 2008, sus reportajes fueron reconocidos en los Golden Nymph Awards de Montecarlo y ganó el primer premio Ninfa de Oro de Al-Jazeera Network.